# علم المحيطات الصوتية
علم المحيطات الصوتية هو استخدام الصوت تحت الماء لدراسة البحر وحدوده ومحتوياته.

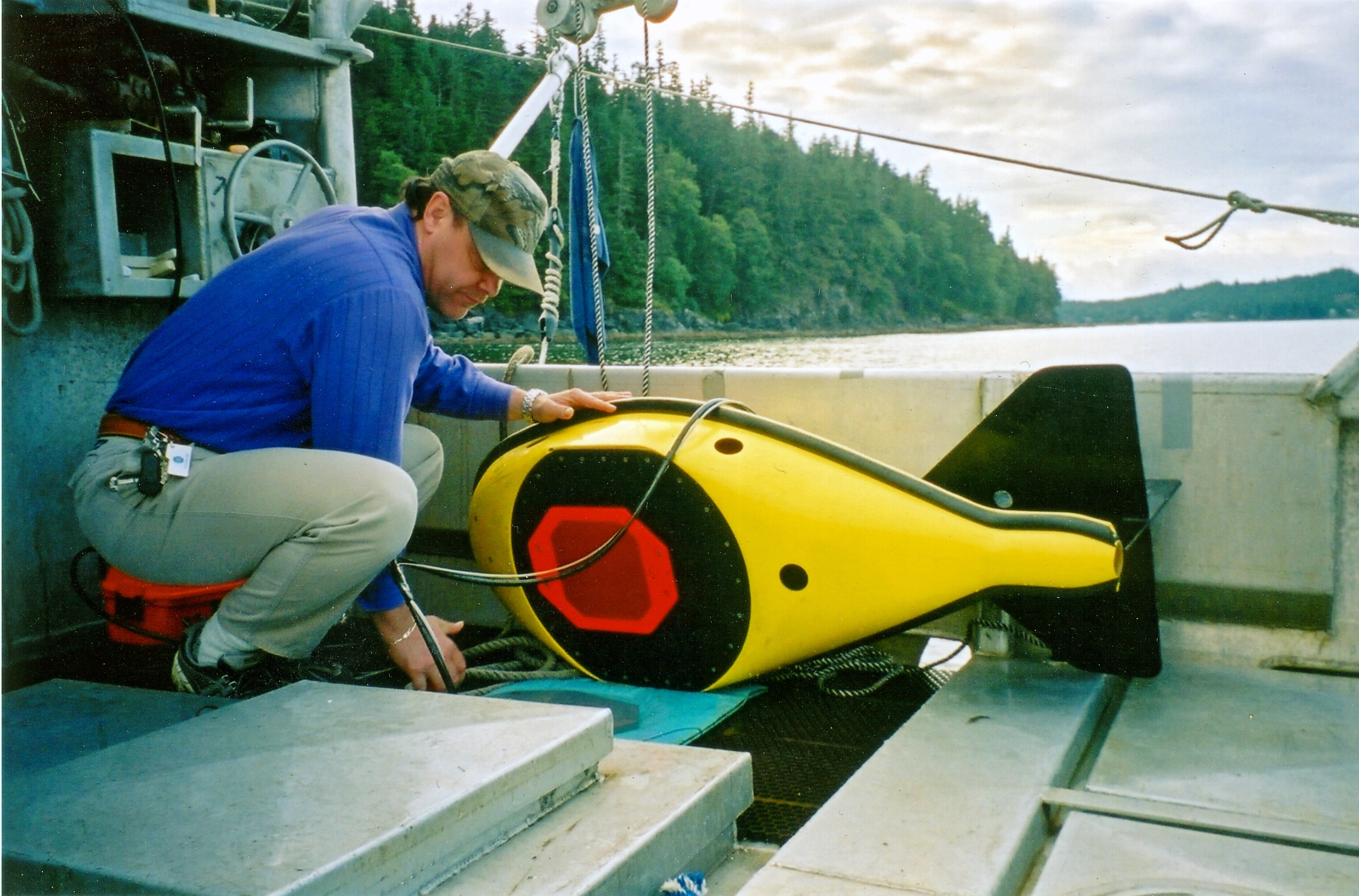
زعنفة السحب المائية المستخدمة لإجراء المسوحات الصوتية في ألاسكا.

بدأ الاهتمام بتطوير أنظمة ضبط الصدى بشكل جدي بعد غرق آر إم إس تيتانيك في عام 1912. من خلال إرسال موجة صوتية قبل السفينة، إذ ينبغي أن يصدر صدى عائد يرتد من الجزء المغمور من جبل جليدي تحذيرًا مبكرًا من الاصطدامات. من خلال توجيه نفس النوع من الشعاع إلى أسفل ، يمكن حساب العمق إلى قاع المحيط.